# Атріальна порожнина
Атріальна (навколозяброва) порожнина — у покривників (Tunicata) та головохордових 
(Cephalochordata) порожнина, в якій розташовується глотка із зябровими щілинами. Утворюється шляхом зростання складок, розташованих на боках тіла, в задній частині залишається отвір атріопор (у покривників — вивідний сифон).
Атріальна порожнина важлива для живлення шляхом фільтрації, характерного для покривників та головохордових: ці тварини поглинають воду із дрібними поживними часточками через рот, після чого вона поступає у глотку, де частинки їжі прилипають до слизу, що виділяється зябровими щілинами. Вловлена їжа транспортується у наступні відділи травної системи, а профільтрована вода виходить в атріальну порожнину, і через атріопор (або вивідний сифон) виділяється назовні. В атріальній порожнині також відбувається газообмін. У ланцетників сюди відкриваються протоки статевих залоз, таким чином, що гамети, перед тим як потрапити у навколишнє середовище, проходять через атріальну порожнину.